# قائمة محافظات الإردن حسب مؤشر التنمية البشرية

## قائمة

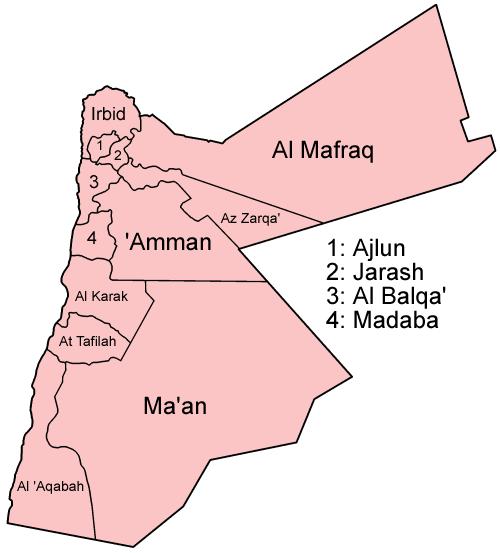
خريطة محافظات الاردن

يحتل الأردن موقع متقدمًا في الشرق الأوسط في مجال التنمية البشرية. موشر تنمية عام 2017.
| المرتبة | محافظة  | وضع المؤشر         | HDI 2017 | دول مقارنة عام 2017   |
| ------- | ------- | ------------------ | -------- | --------------------- |
| 1       | العاصمة | تنمية بشرية عالية  | 0.764    | كولومبيا . سانت لوسيا |
| 2       | اربد    | تنمية بشرية عالية  | 0.735    | تونس                  |
| 2       | جرش     | تنمية بشرية عالية  | 0.735    | تونس                  |
| ---     | الأردن  | تنمية بشرية عالية  | 0.735    | تونس                  |
| 4       | البلقاء | تنمية بشرية عالية  | 0.734    | تونس                  |
| 5       | الكرك   | تنمية بشرية عالية  | 0.733    | جامايكا               |
| 5       | العقبة  | تنمية بشرية عالية  | 0.733    | جامايكا               |
| 7       | مأدبا   | تنمية بشرية عالية  | 0.730    | جامايكا               |
| 8       | عجلون   | تنمية بشرية عالية  | 0.727    | تونغا                 |
| 9       | الطفيلة | تنمية بشرية عالية  | 0.726    | تونغا                 |
| 9       | الزرقاء | تنمية بشرية عالية  | 0.726    | تونغا                 |
| 11      | المفرق  | تنمية بشرية عالية  | 0.711    | أوزبكستان             |
| 12      | معان    | تنمية بشرية متوسطة | 0.693    | بوليفيا               |